# Frederick Kesler
Frederick Kesler (1816–1899) fue un miembro temprano del Movimiento de los Santos de los Últimos Días nacido en Meadville, Pensilvania.
Hijo de Frederick Kesler padre y Mary Lindsay, fue el escolta de Joseph Smith, líder del movimiento religioso mormón. Sirvió como mayor de la milicia del Distrito Militar de Great Salt Lake, juez de paz y director de la penitenciaría militar. También ejerció los cargos de obispo, mayor en la Legión Nauvoo, constructor de molinos y asociado de Brigham Young.
Se casó con Jane Elizabeth Pratt (1837 - 1912).